# S Tennis Masters Challenger 2003
L'S Tennis Masters Challenger 2003 è stato un torneo di tennis facente parte della categoria ATP Challenger Series nell'ambito dell'ATP Challenger Series 2003. Il torneo si è giocato a Graz in Austria dall'11 al 17 agosto 2003 su campi in terra rossa.

## Vincitori

### Singolare
Tomáš Berdych ha battuto in finale  Julian Knowle con il punteggio di 6–4, 5–7, 6–2

### Doppio
Noam Behr /  Ota Fukárek hanno battuto in finale  Karsten Braasch /  Johan Landsberg con il punteggio di 6–3, 6–2